# منير الريس (فلسطيني)
منير محمد الريِّس (1916- 1974 م) زعيم وطني وسياسي فلسطيني، وباحث وأديب شاعر. كان رئيس بلدية غزة ولد وتلقى تعليمه فيها حتى المرحلة الثانوية، ثم التحق بكلية الجامعة الوطنية بعاليا في لبنان. وتأثر بشخصية أستاذه مارون عبود الناقد الأدبي والمفكر القومي العربي، كما تأثر أيضاً برواد الحركة القومية في بلاد الشام. كان له دور بارز في تاريخ غزة، فلم يكن رئيس بلديتها فقط، بل كان رئيساً منتخباً للاتحاد القومي، بالإضافة إلى كونه مقرباً من الرئيس جمال عبد الناصر. وهو والد الأستاذ المفكر السياسي والأديب ناهض منير الريس.

## حياته الشخصية
منير من عائلة وطنية مناضلة معروفة بانتمائها الوطني، فوالده هو محمد طاهر بن عبد الله الريِّس أحدُ رجال الإصلاح ووجهاء مدينة غزة، كان نائبًا لرئيس البلدية عام 1939، من ذوي الأملاك والثروة، والعلاقات الاجتماعية الواسعة، وكانت له العديد من المواقف الوطنية والسياسية البارزة. ورث منير الريِّس عن والده أملاكًا كثيرة، وله إسهامات اقتصادية متميزة ولا سيما في سعيه إلى استقلال مرفق الكهرباء بغزَّة وإنهاء احتكار شركة الكهرباء. تزوج وله من الأبناء سبعة.

## حياته العملية
- لمنير الريس دراسات في الأدب والتاريخ بالإضافة إلى كونه شاعراً.
- كتب قصيدة رثاء في المناضل عبد القادر الحسيني.
- ألف قصيدة يصف فيها موقعة باب الواد التي استشهد فيها سعيد العاص العربي السوري.
- شارك في ثورة 1936، وكان عضواً في اللجنة القومية التي تشكلت إثر قرار التقسيم عام 1947 وكان له نشـاط عسكري في اطار اللجنة حيث تولى جلب الأسلحة للمقاومين من مصر.

- عمل موظفاً كرئيس لقلم الكاتب في بلدية غزة من عام 1937-1944، حيث خاض الانتخابات البلدية وأصبح عضواً في مجلس بلدية غزة.
- ترأس نادي الشباب العربي وفرقة (الجوالة) التابعة للنادي في العام 1940.
- كان قائد منظمة الشباب العرب في جنوب فلسطين.
- انتخب عضواً في مجلس غزة الحكومي عام 1945.
- عمل رئيساً لقوات الفتوة بقيادة الحاج أمين الحسيني عام 1947.
- اهتم في التعليم بشكل عام وبتعليم البنات بشكل خاص، فأولى مدرسة البلدية للإناث رعاية خاصة.
- أصدر في العام 1951 جريدة ناطقة بلسان الصف الوطني هي جريدة (الجهاد المقدس) ليتغير اسمها في العام التالي إلى (اللواء) التي استمرت في الصدور حتى عام 1956، وكان مدير قسم السياسة الخارجية.
- في العام 1953 اختير نائباً لرئيس البلدية ليتولى رئاستها عام 1955، فبادر إلى مواجهة المشكلات الكبيرة التي نجمت عن النكبة وما أفرزته من هجرة مئات آلاف الفلسطينيين إلى قطاع غزة.
- رأس وفد فلسطين في مؤتمر تضامن الشباب الآسيوي - الإفريقي إلى القاهرة عام 1958، ووفد فلسطين لمؤتمر تضامن الشعوب الآسيوية - الأفارقة في كوناكري، غينا عام 1960، والوفد ذاته في إندونيسيا عام 1961.
- رأس اللجنة التأسيسية للاتحاد القومي العربي الفلسطيني عام 1958، وانتخب رئيس للجنتها التنفيذية العليا عام 1960.
- أشرف على تحرير مجلة (نداء العودة) التي كانت صوت الاتحاد القومي الفلسطيني، وشارك في إصدارها عام 1965.
- أسس حركة (طلائع المقاومة الشعبية) بعد استقالته من مناصبه الرسمية في 1965، التي قدمت الدعم للفصائل الفلسطينية مثل: حركة فتح والحركة الوطنية العربية.[3]

## كتب عنه
لولده ناهض منير الريس كتاب عنه بعنوان "منير الريس وزمنه: صفَحات مطوية من تاريخ قطاع غزة".

## وفاته
بعد هزيمه حزيران 1967 واحتلال الجيش الإسرائيلي لما تبقى من فلسطين، تم قصف منزله وتعرض للسجن والإقامة الجبرية مرتين عام 1968 و1969 فلم تتحمل صحته حيث أصيب في شبابه بمرض السل وعاش برئه واحدة، فتم إطلاق سراحه بعد تدهور حالته الصحية، فأبعد إلى لبنان عام 1970 مع الدكتور حيدر عبد الشافي بسبب دعمهما لنشاطات منظمة التحرير الفلسطينية، ثم أطلق سراحه جراء تدخل مكتب الأمين العام للأمم المتحدة وأعيد إلى غزة حيث توفي في مستشفى الشفاء، بتاريخ العاشر من آذار سنة 1974.